# پیتر کراک
پیتر کراک (انگلیسی: Peter Kracke; ۱ ژوئن ۱۹۴۳ – ۱۵ نوامبر ۱۹۹۳) بازیکن فوتبال اهل آلمان بود.
از باشگاه‌هایی که در آن بازی کرده‌است می‌توان به باشگاه فوتبال زاربروکن و باشگاه فوتبال بروسیا مونشن‌گلادباخ اشاره کرد.